# Tata Jesucristo
Tata Jesucristo es una obra del artista mexicano Francisco Goitia realizada en 1925-1927.

## Descripción de la obra
En la obra se pueden observar a dos mujeres indígenas arrodilladas en pose de rezo frente a una vela que ilumina el fondo. La mujer del lado izquierdo cubre su rostro con ambas manos, mientras en el rostro de la otra mujer denota dolor y angustia.  Es una obra que muestra la religiosidad popular y el uso del claroscuro en la pintura mexicana. 
Considerada una obra de denuncia. Este cuadro forma parte del Acervo del Museo Nacional de Arte (MUNAL).
Formó parte de la exposición en Exposición Nacional de la obra de otro gran artista, Diego Rivera.

## Premios
- Primera Bienal Interamericana de Pintura y Grabado (1958) por el INBAL.[3]